# Maçonnieke kalender

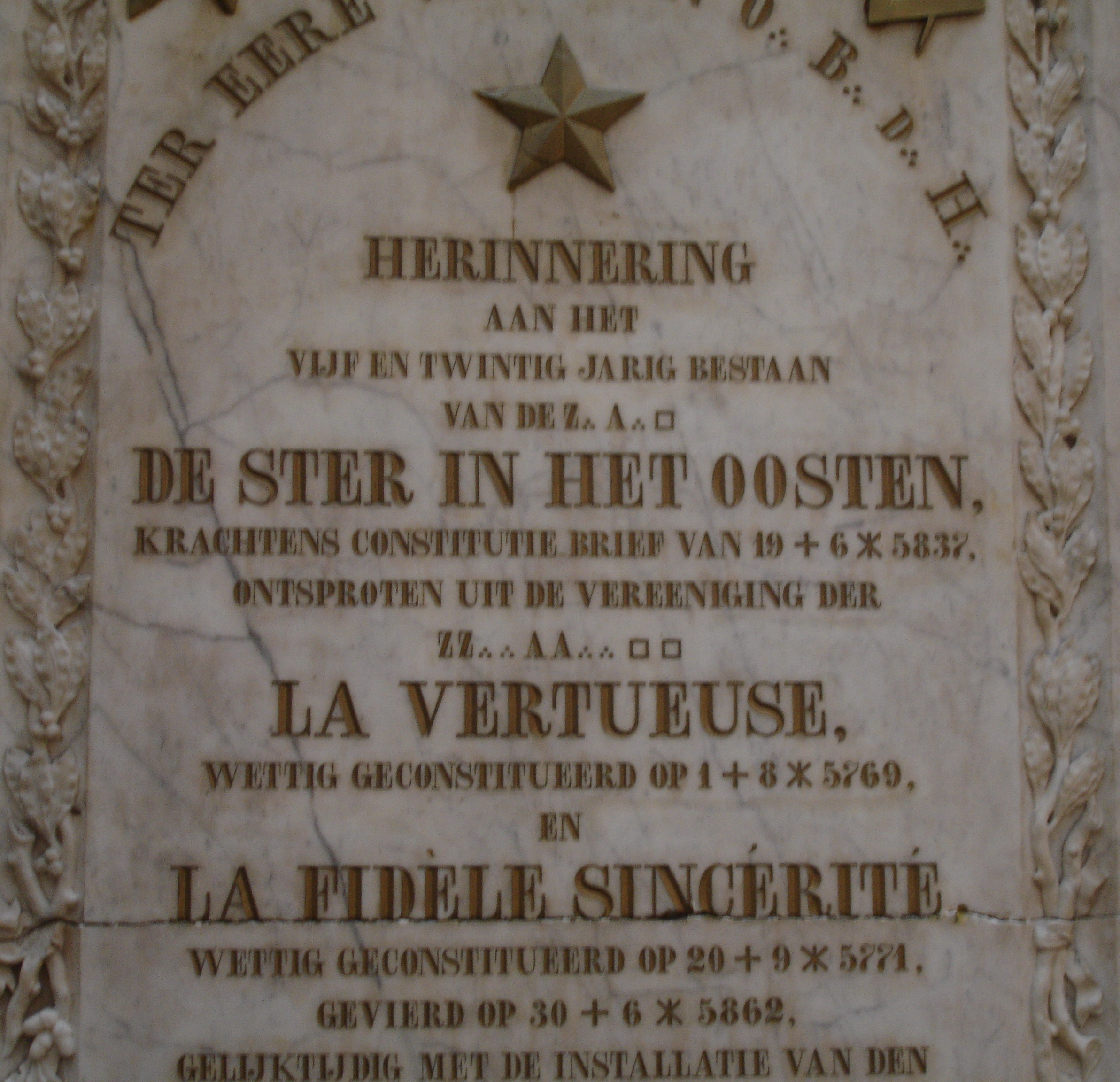
Maçonnieke gedenkplaat met data volgens de maçonnieke kalender. 19 augustus 1837, 1 oktober 1769, 20 november 1771, 30 augustus 1862

Een maçonnieke kalender is de tijdrekening die in gebruik is bij de vrijmetselarij. De meeste maçonnieke kalenders zijn eenvoudige verschuivingen ten opzichte van de gregoriaanse kalender, en in veel van die tijdrekeningen begint het jaar niet op 1 januari. De gangbare startdatum voor een maçonniek jaar is 1 maart, analoog aan de Romeinse kalender vóór de invoering van de juliaanse kalender. Deze datum wordt dan ook aangeduid als maçonniek nieuwjaar.

## Diverse tijdrekeningen
Maçonnieke tijdrekeningen worden aangeduid met afkortingen achter het jaartal. Zo kent men A.D. (Anno Deposition), een obscure kalender die duizend optelt bij het gregoriaanse jaar. Deze is gemakkelijk te verwarren met de aanduiding AD (Anno Domini). Die aanduiding wordt meestal vóór een jaartal geplaatst, maar erachter komt ook veel voor, dus voor data uit de geschiedenis is er kans op verwarring. Deze kalender is echter slechts in zeer beperkte kring gebruikt.
Verdere tellingen zijn A.H. (Anno Hebraico), A.L. (Anno Lucis), A.M. (Anno Mundi) en A.O. (Anno Ordinis). De westerse, gregoriaanse tijdrekening kan dan aangeduid worden met P.E. (Profane Era) of P.S. (Profane Stijl); profaan is hier de vrijmetselaarsterm voor 'niet-maçonniek'. In hedendaagse vermeldingen van de jaartellingen wordt niet altijd een nieuwjaarsdatum of informatiebron gespecificeerd, zodat de status en details onduidelijk blijven. Deze jaartellingen volgen het zonnejaar, en de meeste lijken eenvoudige verschuivingen ten opzichte van de gregoriaanse kalender, zodat de jaartallen eenvoudig om te rekenen zijn via een simpele optelling, al dan niet met een verschoven nieuwjaar. In communicatie met de buitenwereld gebruiken de vrijmetselaars in de 21e eeuw de gewone juliaanse kalender, zodat onduidelijk blijft of de afwijkende tellingen tegenwoordig veel betekenis hebben.
De jaartelling A.L. Anno Lucis — volgens “het jaar van het ware licht” — wordt nog gebruikt op diploma's in de blauwe graden. Het jaartal is vierduizend hoger dan bij de gangbare kalender, en het Nederlandse maçonnieke jaar begint op 1 maart. Daardoor wordt een datum volgens A.L. berekend vanaf 1 maart. Voor de maanden januari en februari moet het jaartal dan uiteraard met één verlaagd worden: 20-07-2025 wordt dus: 
de 20e dag van de 5e maand van het jaar 6025 A.L. 
Dit wordt soms genoteerd als 
20 + 5 * 6025
In het bijbehorende rituaal staat het hervatten van de maçonnieke werkzaamheden centraal, met onder andere het inrichten van de symbolische tempel. Sommige bronnen stellen dat deze tijdrekening gebaseerd is op oude overleveringen, volgens welke de schepping van de wereld ongeveer 4000 jaar voor de geboorte van Christus zou hebben plaatsgevonden. Een onafhankelijke bron voor die overleveringen ontbreekt echter.
Zonnekalender · Maankalender · Lunisolaire kalender· Biodynamische kalender
Vrijmetselarij · Beginselen · Geschiedenis · Symbolen · Vrijmetselaarsloge · Ordegrondwet · Obediëntie · Regulariteit en irregulariteit · Ritus · Graden · Grootmeester · Gemengde vrijmetselarij · Para-vrijmetselarij · Antivrijmetselarij · Vrijmetselarij in Nederland · Vrijmetselarij in België
>>> Meer info op Portaal:Vrijmetselarij <<<